# Kobilino Pole
Kobilino Pole (makedonska: Кобилино Поле) är en hängdal i Nordmakedonien. Den ligger i kommunen Mavrovo i Rostuša, i den västra delen av landet, 80 kilometer väster om huvudstaden Skopje. Kobilino Pole ligger 2 301 meter över havet.  Närmaste större samhälle är Rostuša, 19,3 kilometer söder om Kobilino Pole. 